# ベレニケ (アグリッパ1世の娘)
ベレニケ（Berenice, 28年 - ?）は、ヘロデ朝ユダヤの統治者アグリッパ1世の娘、アグリッパ2世の妹。キリキアのベレニケと呼ばれる。
最初の結婚はアレクサンドリアのローマ帝国の官僚と結婚、夫に先立たれると今度は叔父と結婚する。その叔父にも48年に先立たれると、数年間兄アグリッパ2世のもとに身を寄せた後、キリキアの王ポレモン(en)と結婚する。しかし夫に冷遇され、再び兄のもとに帰った。
ベレニケが有名なのは、ローマ皇帝となったティトゥスの愛人だったことによる。出会ったのはユダヤ戦争の時で、彼女はユダヤのローマ軍司令官だったティトゥスと恋に落ちた。そしてティトゥスはベレニケを妻とすることを約束して、75年にローマへ赴く。そして79年にティトゥスはローマ皇帝となる。しかしローマ市民はユダヤの女性を皇帝の妃とすることに反対、彼女を祖国に帰らせるべきとの態度を取る。ティトゥスはローマ市民の態度を前に、彼女を妻とすることはなかった。この決断で、ローマ市民は一転してティトゥスに同情を寄せたという。